# Patrice Donnelly
Patrice Michelle Donnelly (San Diego, 20 maggio 1950) è un'attrice ed ex ostacolista statunitense.

## Biografia
Patrice Donnelly ha partecipato alle Olimpiadi del 1976 nei 100 metri ostacoli, non andando oltre le batterie. Dopo la carriera sportiva si è dedicata al cinema, dove ha ottenuto un grande successo nel film Due donne in gara (Personal Best). Ha studiato al Grossmont College.